# Genova Sampierdarena
Genova Sampierdarena (wł: Stazione di Genova Sampierdarena) – stacja kolejowa w dzielnicy Sampierdarena w Genui, w regionie Liguria, we Włoszech. Znajdują się tu 4 perony. Rocznie obsługuje ok. 7 000 000 pasażerów, należy do kategorii "złotej".